# Luigi Valentino Brugnatelli
Luigi Valentino Brugnatelli (* 14. Februar 1761 in Pavia; † 24. Oktober 1818 ebenda) war ein italienischer Chemiker.

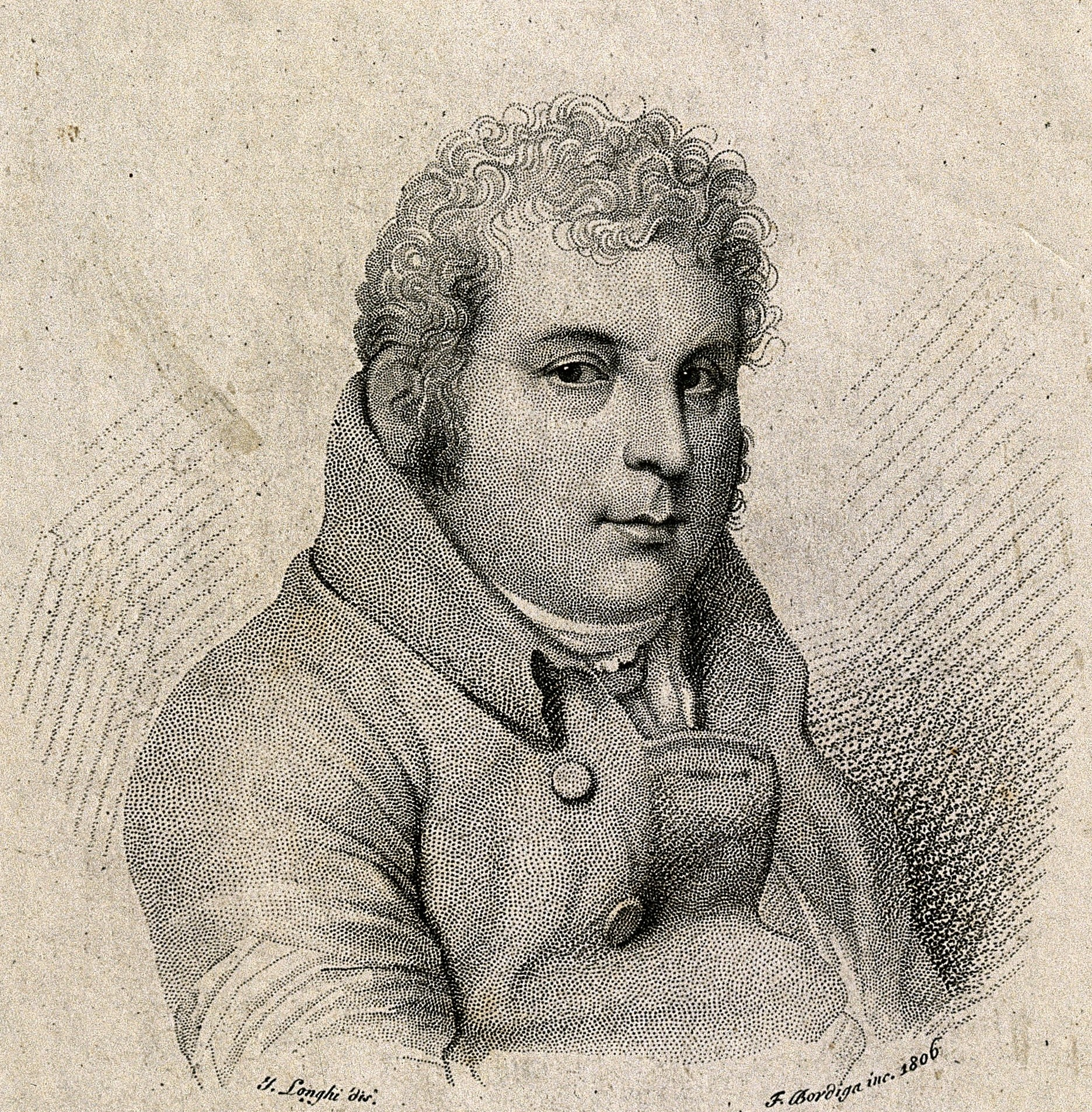
Luigi Valentino Brugnatelli

## Leben
Er wird auch mit den Vornamen Luigi Gaspari und Luigi Vincenzo zitiert.
Brugnatelli studierte Chemie und Medizin an der Universität Pavia mit dem Laurea-Abschluss 1784 über die chemische Analyse des Magensafts.  Zu seinen Lehrern gehörten Giovanni Antonio Scopoli und Lazzaro Spallanzani. Danach praktizierte er als Arzt, befasste sich aber weiter mit Chemie und wurde 1794 Repetitor und 1796 Professor für Chemie an der Universität Pavia. 1813 wurde er Rektor der Universität.
Er war ein Freund von Alessandro Volta, den er auch 1801 nach Paris begleitete, als dieser seine Batterie (Voltasche Säule) demonstrierte. Brugnatelli experimentierte mit Elektrizität in der Chemie, zerlegte mit Elektrolyse Schwermetallsalze und Salzsäure (1806) und experimentierte ab 1802 mit Galvanoplastik und Elektroplattieren. Er machte in Italien die neuen chemischen Konzepte und die Nomenklatur von Antoine Laurent de Lavoisier bekannt.
Er befasste sich mit der Herstellung von Blutlaugensalz und Silberfulminat (mit einem einfacheren Verfahren als Edward Charles Howard), mit Phosphor, Reaktionen von Cobaltverbindungen mit Ammoniak, Phosphoreszenz und Zinn-Arsen-Verbindungen. Außerdem schlug er die Verwendung von Zink für Haushaltsgeräte vor. Wichtig war auch sein italienisches Arzneibuch von 1802.
1791 wurde er zum Mitglied der Deutschen Akademie der Naturforscher Leopoldina und 1795 zum korrespondierenden Mitglied der Göttinger Akademie der Wissenschaften gewählt. Seit 1808 war er korrespondierendes Mitglied der Bayerischen und seit 1812 der Preußischen Akademie der Wissenschaften.
Sein Sohn Gaspare Brugnatelli (1795–1825) war sein Nachfolger als Chemieprofessor in Pavia. Der Mineraloge Luigi Brugnatelli (1859–1928) war sein Urenkel und auch Professor in Pavia.

## Schriften

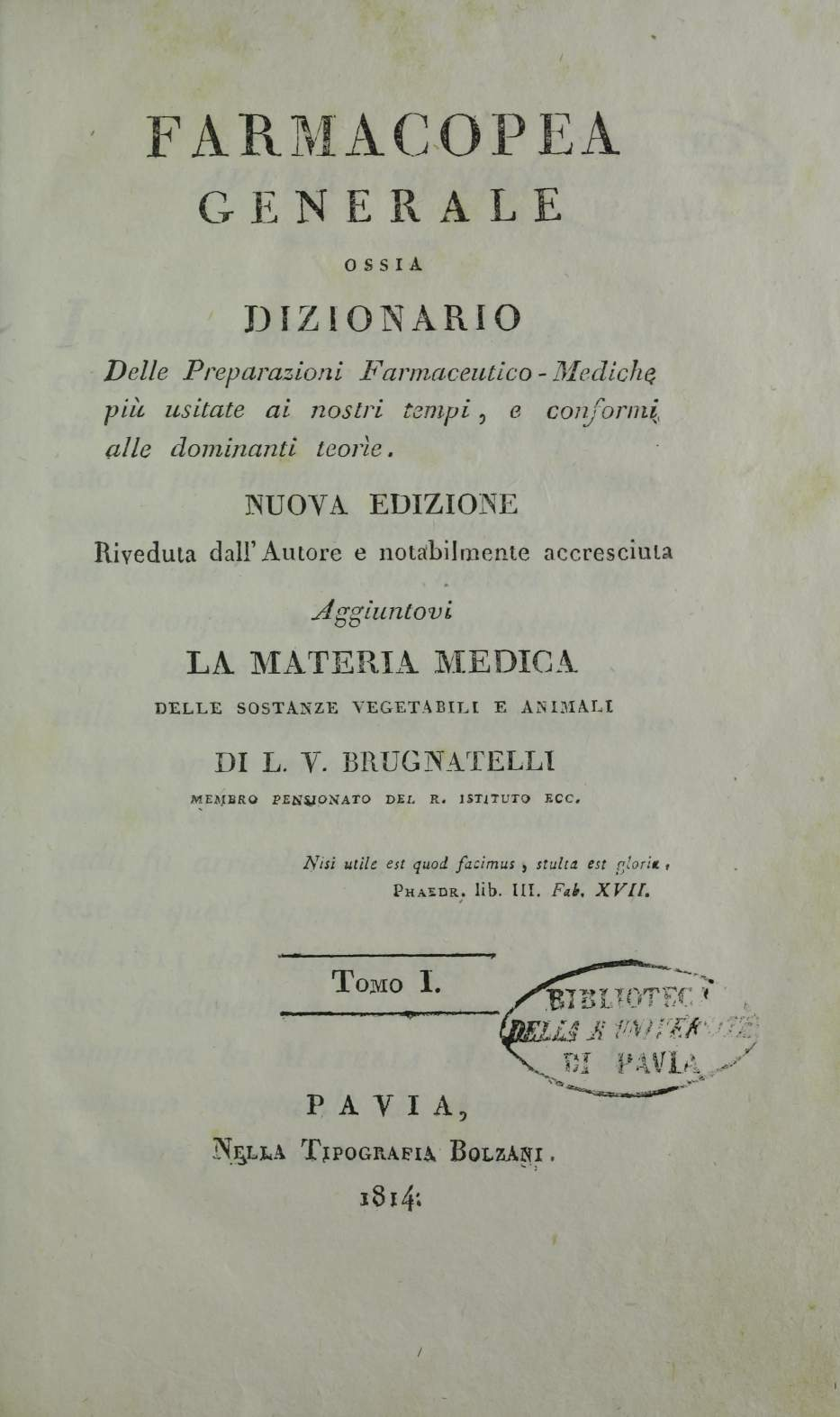
Farmacopea generale, 1814

Er war Herausgeber der Biblioteca fisica d'Europa (1788–1791, 20 Bände), der  Annali di chimica (1790–1805, 22 Bände), mit Valeriano Luigi Brera des Giornale fisico-medico (1792–1796, 20 Bände) und des Giornale di fisica, chimica e storia naturale (1808–1827).
- mit Valeriano Luigi Brera: Commentari medici, 3 Bände, 1797.
- Elementi di chimica appoggiati alle più recenti scoperte chimiche e farmaceutiche, 3 Bände, Pavia 1795–1798.[5]
- Farmacopea ad uso degli speziali e medici moderni della Repubblica italiana. Capelli, Pavia 1802. (Digitalisat)
  - Französische Übersetzung: Pharmacopée générale, 2 Bände 1811.[6]
- Trattato elementare di chimica generale, 1795, 1801, 1803, 1810. (Vier Auflagen)
- Litologia umana ossia ricerche chimiche e mediche. Opera Postuma del Prof. L. V. Brugnatelli, pubblicata dal Dott. Gaspare Brugnatelli. Pavia 1819.[7]